# Kerstin Becker
Kerstin Becker (* 14. März 1969 in Frankenberg) ist eine deutsche Schriftstellerin.

## Leben und Werk
Kerstin Becker wuchs in Moosheim und Hainichen in Sachsen auf. Sie arbeitete u. a. als gelernte Schriftsetzerin im Akzidenzsatz, in einem Inselcafé und als Friedhofsgärtnerin. Seit 2001 ist sie als freie Autorin, die Gedichte und Kinderbücher verfasst, und Lektorin tätig. Zudem gehörte sie bis 2019 der Redaktion der Dresdner Literaturzeitschrift Ostragehege an. 
Kerstin Beckers Gedichte wurden in zahlreichen Zeitschriften und Anthologien im In- und Ausland veröffentlicht (u. a. in Konzepte, Lauter niemand, Dulzinea, Ostragehege, poet sowie im Jahrbuch der Lyrik) und ins Tschechische, Serbische, Ungarische, Arabische und Mazedonische übertragen (so etwa von Věra Koubová ins Tschechische, von Verica Trickovic ins Serbische und von Fouad al Auwad ins Arabische). Neben ihrer Arbeit als Lyrikerin ist Kerstin Becker außerdem Autorin mehrerer Bände der Kinderheftreihe Kindergartenfuchs, die im Junker Verlag (Rheinau) erscheint.
2019 erschien der von ihr und Martina Lisa aus dem Tschechischen ins Deutsche übertragene Gedichtband Irgendwohin nach Haus von Petr Hruška.
Kerstin Becker hat zwei Kinder und lebt in Dresden.

## Einzeltitel (Auswahl)
- Der wilde Löwe Samosai. Mit lustigen Geschichten & Gedichten durch das Jahr. Pro Business, Berlin 2005, ISBN 978-3-939000-22-8.
- Die Steinzeit. Texte und Gedichte. Junker Verlag, Rheinau 2011.
- Fasernackte Verse. Gedichte. Fixpoetry Verlag, Hamburg 2012, ISBN 978-3-942890-11-3.
- Biestmilch. Gedichte. edition AZUR, Dresden 2016, ISBN 978-3-942375-23-8.
- Das gesamte hungrige Dunkel ringsum. Gedichte. edition AZUR, Dresden 2022, ISBN 978-3-942375-55-9.[6]

## Auszeichnungen
- 2005: Poetenladen-Debütwettbewerb (2. Preis / mit Anja Kampmann)
- 2006: Lyrikpreis FDA
- 2009: Stipendium Kulturstiftung Sachsen (Denkmalschmiede Höfgen)
- 2013: Irseer Pegasus (2. Preis)
- 2014: Lyrikpreis München (2. Preis)
- 2014: Stipendium Kulturstiftung Sachsen (AT HOME GALLERY Šamorín)
- 2014: Lyrikpreis Meran (Finalistin)
- 2014: Dresdner Lyrikpreis[7] (Finalistin)
- 2015: Arbeitsstipendium des Amtes für Kultur und Denkmalschutz Dresden
- 2016: Biestmilch vom Literaturhaus Berlin zum Gedichtband des Jahres gekürt
- 2019: Stipendium Künstlerhaus Edenkoben
- 2019: Stipendium Stiftung Künstlerdorf Schöppingen
- 2022: Ehrengabe der Deutschen Schillerstiftung